# Dergue
Dergue of Derg (Amhaars: ደርግ), officieel Provisorische Militaire Bestuurlijke Raad (Amhaars: የኅብረተሰብአዊት ኢትዮጵያ ጊዜያዊ ወታደራዊ መንግሥት,
Ye-Hebratasabʼāwit Ītyōṗṗyā Gizéyāwi Watādarāwi Mangeśt), was de benaming voor een in september 1974 in Ethiopië opgericht bestuursorgaan, nadat er een einde was gemaakt aan de monarchie van keizer Haile Selassie I van Ethiopië. De Dergue werd geleid door Luitenant-generaal Aman Mikael Andom
(1924-1974), in feite een stroman, die al na twee maanden onder verdachte omstandigheden om het leven kwam. Hij werd opgevolgd door majoor Mengistu Haile Mariam en vervolgens door brigadegeneraal Tafari Benti, die in 1977 werd omgebracht, waarna de macht geheel in handen kwam van Mengistu die tot kolonel werd gepromoveerd en weer het voorzitterschap van de Dergue op zich nam.
De Dergue werd daarna het voorlopige bestuursorgaan van de Volksrepubliek Ethiopië. In 1987 werd de Dergue opgeheven en werd Mengistu Haile Mariam president van de Democratische Volksrepubliek Ethiopië.
Mengistu leidde een wreed regime. Over de oorlogsmisdaden en mensenrechtenschendingen die werden gepleegd onder het regime van de Dergue en Mengistu verscheen in september 1991 het rapport Evil Days, 30 years of war and famine in Ethiopia van Africa Watch.

## Lijst van voorzitters van de Dergue 1974-1987
- Luitenant-generaal Aman Mikael Andom (september-november 1974)
- Majoor Mengistu Haile Mariam (1x) (november 1974)
- Brigadegeneraal Tafari Benti (november 1974-februari 1977)
- Kolonel Mengistu Haile Mariam (2x) (februari 1977-september 1987)